# 1814
1814 (MDCCCXIV) fue un año común comenzado en sábado según el calendario gregoriano.

## Acontecimientos

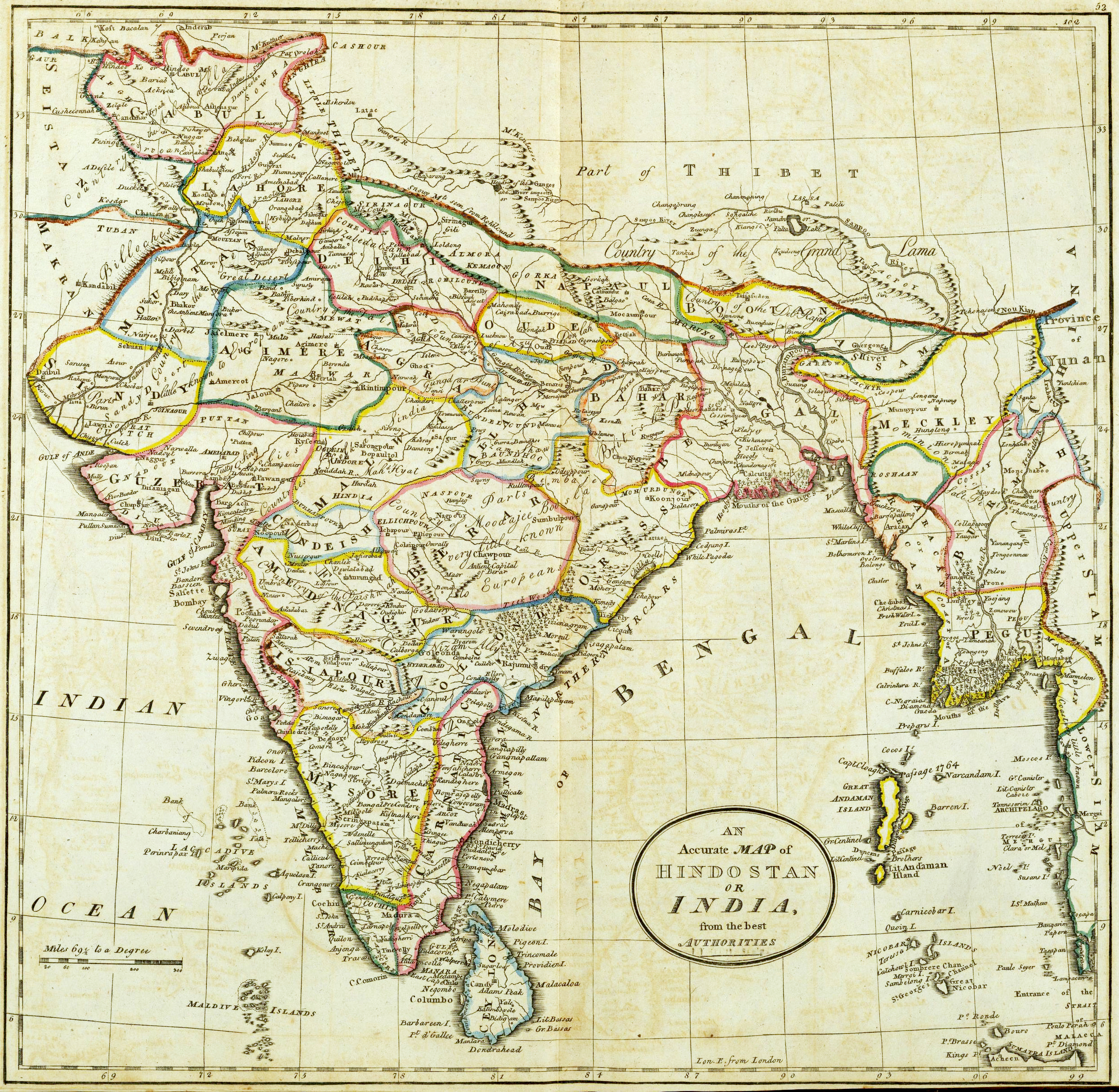
Estados del subcontinente indio en 1814.

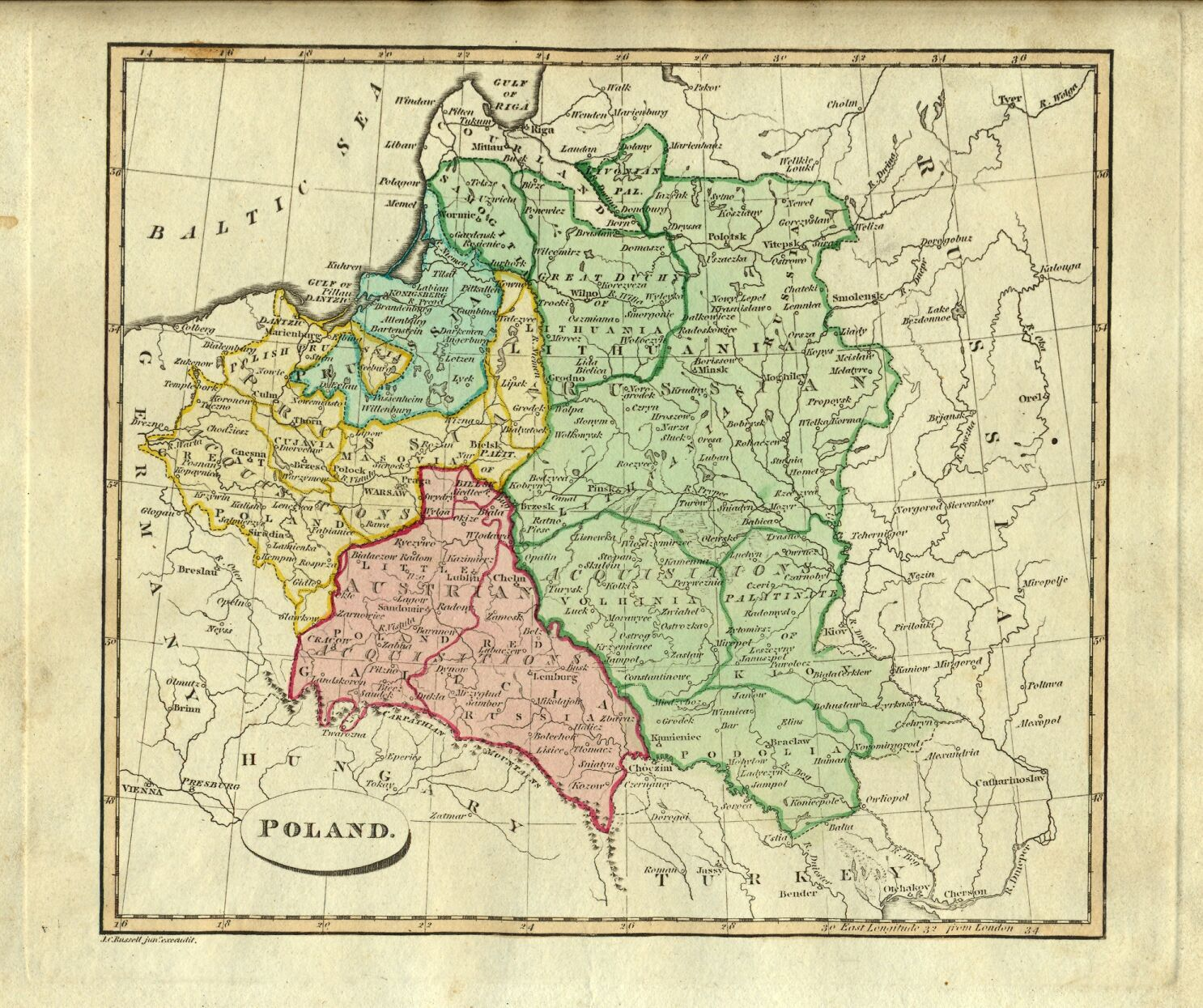
Mapa de Polonia en 1814.

### Enero
- 2 de enero: La Asamblea Nacional de Venezuela otorga a Simón Bolívar los poderes absolutos.
- 14 de enero: Noruega, posesión de Dinamarca, pasa a Suecia. Dinamarca conserva las Islas Feroe, Islandia y Groenlandia, antiguas posesiones noruegas.
- 20 de enero: José Artigas abandona el Sitio de Montevideo, dando inicio a las guerras civiles argentinas, al federalismo en el Río de la Plata y a un proceso autonómico que llevará a la independencia del Uruguay.

### Febrero
- 2 de febrero: Las Cortes españolas publican el Manifiesto de los Persas, una serie de medidas ante el inminente regreso de Fernando VII, con el objeto de imponerse al monarca (última esperanza de los absolutistas para restablecer el Antiguo Régimen). Así, la Regencia marca el itinerario que el monarca deberá seguir en su regreso, los honores con que deberá ser recibido y el juramento de la Constitución de 1812 como paso previo para su reconocimiento.
- 18 de febrero: Francia: batalla de Montereau.
- 19 de febrero: Noruega, en su resistencia a la dominación sueca, toma por regente al príncipe de Dinamarca Christian Federico.
- 28 de febrero: inicio de la batalla de San Mateo en Venezuela.

### Marzo
- 15 de marzo: Decisiva victoria de las Provincias Unidas del Río de la Plata en el combate de Martín García.
- 22 de marzo: Fernando VII vuelve a España desde el exilio.
- 31 de marzo: tiene lugar la batalla de Bocachica en Venezuela.

### Abril
- 6 de abril: Luis XVIII ocupa el trono de Francia.
- 10 de abril: Batalla de Toulouse entre el ejército francés y las tropas del Duque de Wellington.
- 29 de abril: (España): Guerra de la Independencia Española: los franceses se retiran de Barcelona.

### Mayo
- 3 de mayo: Se firma en Chile el Tratado de Lircay, acordando un cese de las hostilidades entre las fuerzas patriotas y realistas.
- 4 de mayo: Fernando VII suspende las Cortes de Cádiz por Real decreto.
- 17 de mayo: Cristián Federico es elegido rey de Noruega, acto por el que este país se autoproclama monarquía constitucional independiente.
- 17 de mayo: la escuadra argentina al mando del Almirante Brown, triunfa sobre la flota española en el combate de Montevideo cerrando la Campaña Naval de 1814 y decidiendo así la rendición de esta ciudad.
- 30 de mayo: Firma del Tratado de París. Napoleón Bonaparte es enviado al exilio en la isla de Elba y los aliados liberan Andorra.

### Junio
- 23 de junio: fin del sitio de Montevideo y España pierde definitivamente la Banda Oriental, la actual Uruguay.

### Agosto
- 3 de agosto: estalla la Rebelión del Cuzco, que llegó a controlar todo el sur del Perú y el norte del Alto Perú.
- 10 de agosto: Banda Oriental del Uruguay, el presbítero y docente José Monterroso asume la secretaría del caudillo revolucionario José Artigas, y luego en la villa de Purificación.

### Septiembre
- 11 de septiembre: en el marco de la guerra anglo-estadounidense de 1812, un escuadrón estadounidense comandado por Thomas MacDonough derrota en la batalla de Plattsburgh a un escuadrón británico, que se ve forzado a huir hacia Canadá.

### Octubre
- 1 de octubre: en Austria comienza el Congreso de Viena.
- 2 de octubre: en Chile, con la batalla de Rancagua se consolida la reconquista de Chile por parte de los españoles.
- 22 de octubre: en Apatzingán (México) se promulga la Constitución de Apatzingán, la primera del país.

### Noviembre
- 1 de noviembre: sale a la calle el primer ejemplar del periódico mallorquín Diario Balear.

### Diciembre
- 24 de diciembre: el Imperio británico y los Estados Unidos firman el Tratado de Gante, estableciendo una «paz perpetua» y poniendo fin a la Guerra anglo-estadounidense de 1812.

### Fechas desconocidas
- Hokusai, el pintor japonés del Ukiyo-e, bautiza con el término manga al conjunto de dibujos garabateados que posteriormente tendrá éxito como género de arte e historieta en la segunda mitad del siglo XX.
- Salta, Argentina, el general Martin Miguel de Güemes con sus Infernales inicia la Guerra gaucha con España.

## Arte y literatura
- Francisco de Goya: El tres de Mayo.
- Jane Austen: Mansfield Park.

## Ciencia y tecnología
- Pierre Simon Laplace: Ensayo filosófico sobre las probabilidades.
- George Stephenson inventa la locomotora.

## Nacimientos

### Enero
- 15 de enero: Pierre-Jules Hetzel, editor francés (f. 1886).
- 22 de enero: Eduard Zeller, filósofo y teólogo alemán (f. 1908).
- 27 de enero: Eugène Viollet-le-Duc, arquitecto francés (f. 1879).

### Febrero
- 8 de febrero: Juan Rafael Mora Porras, presidente costarricense entre 1849 y 1859 (f. 1860).

### Marzo
- 10 de marzo: Julián Sanz del Río, filósofo, jurista y pedagogo español (f. 1869).
- 23 de marzo: Gertrudis Gómez de Avellaneda, escritora y poetisa cubana (f. 1873).

### Abril
- 15 de abril: Anastasio Rodrigo Yusto, obispo católico español (f. 1882).

### Mayo
- 23 de mayo: Charles Ferdinand Latrille, militar francés (f. 1892).
- 30 de mayo: Mijaíl Bakunin, revolucionario y anarquista ruso (f. 1876).

### Junio
- 5 de junio: Pierre Laurent Wantzel, matemático francés (f. 1848).

### Julio
- 13 de julio: Bhanu-Bhakta Acharia, poeta y traductor nepalí (f. 1868).
- 13 de julio: Gustav Freytag, dramaturgo y novelista alemán.
- 19 de julio: Samuel Colt, inventor y empresario estadounidense (f. 1862).

### Agosto
- 16 de agosto: José Jacinto de Jesús Milanés, poeta y dramaturgo cubano (f. 1863).
- 18 de agosto: José Rivera Indarte, poeta y periodista argentino (f. 1845).

### Septiembre
- 22 de septiembre Milo Ramírez, músico y revolucionario.

### Octubre
- 15 de octubre: Mijaíl Lermontov, escritor y poeta romántico ruso (f. 1841).
- 24 de octubre: Rafael Carrera y Turcios, político y presidente guatemalteco entre 1851 y 1865 (f. 1865).

### Noviembre
- 6 de noviembre: Antoine Joseph Sax, inventor y fabricante de instrumentos musicales belga (f. 1894).

### Diciembre
- 16 de diciembre: Juan Prim y Prats, militar, político y presidente español en 1869 (f. 1870).

## Fallecimientos

### Enero
- 21 de enero: Jacques-Henri Bernardin de Saint-Pierre, escritor y botánico francés (n. 1737).
- 27 de enero: Johann Gottlieb Fichte, filósofo alemán (n. 1762).

### Febrero
- 6 de febrero: Josefa Dominga Catalá de Valeriola, aristócrata española (n. 1764).

### Marzo
- 25 de marzo: Antonio Ricaurte militar noegranadino. (n 1786)
- 31 de marzo: Pierre Sonnerat, botánico y explorador francés (n. 1748).

### Mayo
- 21 de mayo: Jordán de Asso, naturalista, jurista e historiador español (n. 1742).
- 29 de mayo: Josefina de Beauharnais, reina consorte francesa (n. 1763).

### Septiembre
- 17 de septiembre: Vicente Salias, periodista venezolano (n. 1776).

### Noviembre
- 23 de noviembre: Elbridge Gerry, político estadounidense (n. 1744).

### Diciembre
- 2 de diciembre: Marqués de Sade, escritor francés (n. 1740).
- 29 de diciembre: Francisco Rousset, religioso mexicano, cuarto obispo de Sonora.

### Fechas desconocidas
- septiembre u octubre: Juan Saturnino Castro (31), militar argentino proespañol, traidor a la Patria; ejecutado por los españoles por traición al rey de España (n. 1782).